# Кайкл, Милан
Милан Кайкл (чеш. Milan Kajkl; 14 мая 1950, Пльзень, Чехословакия — 18 января 2014) — чехословацкий хоккеист, защитник.
Чемпион мира 1976, 1977. Член зала славы чешского хоккея (2010).

## Клубная карьера
В чемпионате Чехословакии играл за «Шкоду» из Пльзени (1965—1969, 1971—1982) и «Дуклу» из Йиглавы (1969—1971). Всего в лиге провел 445 матчей (48 голов). В составе «Дуклы» из Иглавы дважды выигрывал национальный чемпионат (1970, 1971).
Сезон 1982/83 играл за австрийский «Клагенфурт АК». В следующем году завершил выступления в составе швейцарского «Цуга».

## Выступления в сборной
В составе национальной сборной на Олимпийских играх 1976 в Инсбруке завоевал серебряную награду.
Участвовал в четырёх чемпионатах мира и Европы (1975—1978). Чемпион мира 1976, 1977, второй призёр 1975, 1978. На чемпионатах Европы — две золотые (1976, 1977) и две серебряные награды (1975, 1978). На чемпионатах мира и Олимпийских играх провел 34 матчей (одна заброшенная шайба), а всего в составе сборной Чехословакии — 106 матчей (2 гола). Финалист кубка Канады 1976 (7 матчей). В сборной основном играл в паре с Иржи Бублой.